# Huancané
Huancané – miasto w Peru, w regionie Puno, stolica prowincji Huancané. W 2008 liczyło 7325 mieszkańców.
Od 3 kwietnia 2019 siedziba rzymskokatolickiej prałatury terytorialnej Santiago Apóstol de Huancané.